# Дана Рейзнісе-Озола
Дана Рейзнісе-Озола (латис. Dana Reizniece-Ozola) — латвійська шахістка, гросмейстерка (2001), політична діячка, депутат Сейму Латвії. Міністр економіки (2014—2016) та фінансів Латвії (2016—2019).

## Кар'єра шахістки
У 1998 і в 1999 роках перемагала на чемпіонаті Європи з шахів серед дівчат (U-18). Виборола дві срібні медалі на чемпіонатах світу серед дівчат — в 1995 році (U-14) і в 1998 році (U-18). Чотири рази перемагала на чемпіонатах Латвії з шахів серед жінок — в 1998 (після додаткового матчу), 1999 (виграла всі партії турніру, показавши найкращий результат за всю історію чемпіонатів), 2000 і 2001 роках. Вісім разів представляла Латвію на жіночих шахових олімпіадах (1998, 2000, 2004, 2006, 2010, 2012, 2014, 2016), до того ж незмінно грала на першій дошці. Також брала участь в команді Латвії в чотирьох командних чемпіонатах Європи з шахів (1999, 2001, 2011, 2015), де теж завжди грала на першій дошці.

## Політична кар'єра
У 2010 році обрана в Десятий Сейм Латвії (2010—2011), а в 2011 році повторно обрана в Одинадцятий Сейм Латвії від політичного об'єднання «Союз зелених і селян».